# Робърт Карлайл
Робърт Карлайл (на английски: Robert Carlyle) е шотландски актьор, носител на награда на „Гилдията на киноактьорите“ и четири награди БАФТА. Номиниран е за „Еми“ и три награди „Сателит“. Известни филми с негово участие са „Имало Едно Време“; „Трейнспотинг“, „Време за мъже“, „Само един свят не стига“, „Последната война“, „Хитлер: Зората на злото“, „Ерагон“, „28 седмици по-късно“, сериалът „Старгейт Вселена“ и други.
Робърт Карлайл е офицер на Британската империя от 1999 г. заради приноса му към драматургията.

## Живот и кариера
Робърт Карлайл е роден в Глазгоу, Шотландия на 14 април 1961 г. в семейството на Елизабет, служителка в автобусна компания, и Джоузеф Карлайл художник и декоратор. Майка му напуска семейството, когато Робърт е на 4 години и той е отгледан от баща си. На 21 години Карлайл се записва на уроци по актьорско майсторство в Glasgow Arts Centre. Карлайл завършва Кралската шотландска академия по музика и драма. Първата му известност е в резултат на ролята му като убиеца Алби Кинсела в епизод на криминалния сериал Cracker. Скоро след това получава ролята на полицая от Шотландските планини Хамиш Макбет в едноименната комедия-драма на BBC. През 1996 г. играе психопатичния Франсис Бегби в Трейнспотинг, а през 1997 г. Газ, лидерът на група стриптизьори-аматьори във Време за мъже. Други значителни роли на актьора са като Малаки МакКорт (баща на писателя Франк МакКорт) във филмовата адаптация на първия мемоар на писателя Angela's Ashes, злодея Ренард във филма за Джеймс Бонд Един свят не стига, войник-канибал в Ravenous, гей-любовникът на отец Грег в Свещеникът и Адолф Хитлер в Хитлер: Зората на злото. През 2007 г. Карлайл се появява на екрана като Дон, един от главните герои в 28 седмици по-късно и като морски инженер, опитващ се да спаси Лондон от пълно опустошение във филма Потоп.

### Актьорски стил
Карлайл е известен с отдадеността си на ролите, които изпълнява. Той често е променял начина си на живот и външния си вид, за да разбере по-добре героя си. Например преди да играе бездомник в Safe той отива да живее в района на Лондон Ватерлоо, където протича сюжетът на филма. За ролята си като шофьор на автобус в Carla's Song той взема книжка за управление на автобуси. За ролята са като Хитлер той прослушва всички творби на Рихард Вагнер, любимият композитор на Хитлер. В резултат на това Карлайл сега е предан почитател на Вагнер. В 28 седмици по-късно Карлайл толкова силно и често удря главата си в подсиленото стъкло на прозореца, че получава главоболие в продължение на 3 дни. За ролята си в Plunkett & Macleane той изучава основна форма на алхимия, тъй като героят му Плънкет по занятие е химик. С ролята си в сериала Имало едно време като Румпелщилсхен той предава на образа интересен говор и специфични движения, който го правят един от най-интересните и запомнящи се образи в цялата продукция.

### Семейство
Робърт Карлайл е женен за Анастейша Шърли. Двамата се срещат докато тя е гримьорка в сериала Cracker. На 28 декември 1997 г. актьорът планира тайна сватба в замъка Скибо в Съдърленд (Северна Шотландия), но един журналист се обажда на свещеника представяйки се за приятел, за да потвърди „подробностите“ и романтичните планове на Карлайл се оказват на първа страница. Двойката има три деца: Ейва (р. 2002 г.), Харви (р. март 2004 г.) и Пиърс Джоузеф (р. април 2006 г.). Карлайл е фен на Глазгоу Рейнджърс.

## Филмография

### Телевизия
- Taggart – Hostile Witness (1990)
- 99 – 1 (1994)
- Cracker – To Be A Somebody (1994)
- Hamish Macbeth (1995 – 1998)
- Looking After Jo Jo (1998)
- Хитлер: Зората на злото (Hitler: The Rise of Evil) (2003) (като Адолф Хитлер)
- Gunpowder, Treason & Plot (2004) (като крал Джеймс I)
- Human Trafficking (2005) (номинация за награда Еми за поддържащ актьор)
- Class of '76 (2005)
- Born Equal (2006)
- The Last Enemy (2008)
- 24: Redemption (2008)
- Старгейт Вселена (2009) (като д-р Никълъс Ръш)
- Имало едно време (2011 - 2018) (Като Румпелщилсхен/г-н Голд)

### Кино
- Silent Scream (1990) като Биг Уудси
- Riff-Raff (1990) като Стив
- Tender Blue Eyes (1992) като Ричард Фасети
- Being Human (1993) като праисторически шаман
- Свещеник (Priest) (1994) като Греъм
- Marooned (1994) като Питър
- Go Now (1995) като Ник Камерън
- Трейнспотинг (Trainspotting) (1996) като Бегби
- Carla's Song (1996) като Джордж Ленъкс
- Време за мъже (The Full Monty) (1997) като Газ, награди на БАФТА и на Гилдията на екранните актьори (САЩ)
- Face (1997) като Рей
- Plunkett & Macleane (1999) като Плънкет
- Ravenous (1999) като полк. Ивс
- Само един свят не стига (The World Is Not Enough) (1999) като Ренард
- Angela's Ashes (1999) като Малаки (баща)
- Плажът (The Beach) (2000) като Дафи
- There's Only One Jimmy Grimble (2000) като Ерик Уирал
- To End All Wars (2001) като м-р Йън Кемпбъл
- The 51st State (2001) като Феликс ДеСуза
- Once Upon a Time in the Midlands (2002) като Джими
- Black and White (2002) като Дейвид О'Съливан
- Dead Fish (2004) като Дани Девайн
- The Mighty Celt (2005) като О
- Marilyn Hotchkiss' Ballroom Dancing and Charm School (2005) като Франк Кийн
- Eragon (2006) като Дурза
- 28 седмици по-късно (28 Weeks Later) (2007) като Дон
- Потоп (Flood) (2007) като Робърт МОрисън
- Stone of Destiny (2008) като Джон МакКормик
- The Tournament (2008)
- I Know You Know (2008) като Чарли
- Summer (2008) като Шон
- The Tournament (2009) като Джоузеф Макавой
- The Meat Trade (2009) като Алекс Дойл
- „Т2 Трейнспотинг“ („T2 Trainspotting“, 2017)